# 自明性 (数学)
数学において、形容詞自明なあるいはつまらない (trivial) は対象（例えば群や位相空間）であって非常に単純な構造を持つものに対して使われる。名詞自明性 (triviality) は通常証明や定義の単純な技術的面を言う。数学の言葉の用語の起源は中世の trivium curriculum から来ている。対義語非自明な (nontrivial) は明らかではないまたは証明するのが易しくないステートメントや定理を指し示すためにエンジニアや数学者によって使われる。

## 自明な解と非自明な解
数学において、用語:「自明な」は対象（例えば群や位相空間）であって非常に単純な構造を持つものに対して頻繁に使われる。非数学者にとって、それらは他のより複雑な対象よりも視覚化したり理解したりするのが難しいことがある。
次のような例がある：
- 空集合： 元を全く持たない集合
- 自明群： 単位元しか持たない数学の群
- 自明環： シングルトン上定義された環。

自明なは非常に単純な構造を持つ方程式の解を記述するためにも使うことができるが、完全なものにするために省くことはできない。これらの解は自明な解 (trivial solution) と呼ばれる。例えば、微分方程式
{\displaystyle y'=y}
を考えよう。ここで y = f(x) は関数であってその導関数は y′ である。自明な解は
y = 0、零関数
であり、一方非自明な (nontrivial) 解（の 1 つ）は
y (x) = ex、指数関数
である。
境界条件 {\displaystyle f(0)=f(L)=0} をつけた微分方程式 {\displaystyle f''(x)=-\lambda f(x)} は数学と物理において重要である。例えば量子力学において箱の中の粒子を記述したり、弦上の定常波を記述したりするときに現れる。それはいつも解 {\displaystyle f(x)=0} を持つ。この解は明らかと考え"自明な"解と呼ぶ。ある場合には、他の解（正弦波）があり、"非自明な"解と呼ばれる。
同様に、数学者はフェルマーの最終定理を次のように主張するものとしてしばしば記述する。n が 2 よりも大きいとき、方程式 {\displaystyle a^{n}+b^{n}=c^{n}} には非自明な整数解が存在しない。明らかに、方程式の解は存在する。例えば、{\displaystyle a=b=c=0} は任意の n に対して解であるが、そのような解はすべて明らかであり興味がなく、したがって「自明」である。

## 数学的な理由における自明性
自明なはまた証明の任意の容易な場合のことも言うだろう。これは完全性のために無視できない。例えば、数学的帰納法による証明は2つのパートからなる。n = 0 あるいは n = 1 のような特定の最初の値に対して定理が正しいことを示す "base case" と、それから n のある値に対して定理が正しいならば値 n + 1 に対してもまた正しいことを証明する inductive step である。base case が難しいが inductive step が自明な場合もあるが、base case はしばしば自明でありそのようなものとして確認される。同様に、ある性質がある集合のすべての元によって持たれていると証明したいかもしれない。証明の主要な部分は空でない集合の場合を考え、元を詳細に検査するであろう。集合が空の場合には、性質は自明にすべての元によって持たれている、なぜならば元がないからである。（空虚な真も参照。）
数学コミュニティにおけるよくあるジョークは、「自明な」(trivial) は「証明された」 (proved) と同義であると言うことである — つまり、任意の定理は一度正しいとわかれば「自明である」と考えることができる。別のジョークは定理について議論している 2 人の数学者に関係する。最初の数学者は定理が「自明である」と言う。もう1人の説明の要求に返事として彼は20分間解説を続ける。説明の終わりに、二番目の数学者は定理は自明であることに賛同する。これらのジョークは自明性の判断の主観性を指摘する。ジョークはまた最初の数学者が定理は自明だと言うが彼自身はそれを証明できないときにも適用する。しばしば、ジョークとして、定理はこのとき「直感的に明らか」(intuitively obvious) と呼ばれる。微分積分学の経験を積んだ人は例えば
{\displaystyle \int _{0}^{1}x^{2}\,dx={\frac {1}{3}}}
という主張を自明と考えるだろう。だが微分積分学の初学者にとってこれは全く明らかではないだろう。
自明性は文脈にも依存する。関数解析における証明はおそらく、ある数が与えられると、より大きい数の存在を自明に仮定するだろう。だが初等整数論において自然数についての基本的な結果を証明するとき、証明は任意の自然数は次の数を持つというリマーク（そしてこれはそれ自身において証明されるあるいは公理として取られるべきである、ペアノの公理参照）にかなり依るだろう。

### 自明な証明
いくつかのテキストでは、自明な証明は P→Q において後件すなわち Q がつねに真であるような material implication を含むステートメントを言う。ここで、証明は単純に Q がつねに真であることに注意することから従う、なぜならば implication はこのとき前件 P の真理値に関わらず真であるからである。
関連した概念は空虚な真である。これは前件 P が P→Q においてつねに偽である場合である。ここで、implication は後件 Q の真理値に関わらず常に真である。

## 例
- 数学において、整数 N の約数を見つけることはしばしば重要である。任意の数 N は 4 つの明らかな約数 ±1 と ±N をもつ。これらは「自明な約数」と呼ばれる。任意の他の約数は、存在すれば、「非自明」と呼ばれる[3]。

- 行列方程式 AX=0、ただし A は固定された行列で、X は未知のベクトルで、0 はゼロベクトルである、は明らかな解 X=0 をもつ。これは「自明な解」と呼ばれる。それが他の解 X≠0 を持てば、「非自明」と呼ばれる[4]。

- 群論の数学において、ただ 1 つの元だけをもつ非常に単純な群が存在する。これはしばしば「自明な群」と呼ばれる。すべての他の群は、より複雑であり、「非自明」と呼ばれる。

- グラフ理論において自明なグラフはたった 1 つの頂点を持ち辺を全く持たないグラフである。

- データベース理論（英語版）は {\displaystyle X\to Y} と書かれる関数従属性と呼ばれる概念を持つ。Y が X の部分集合であれば従属 {\displaystyle X\to Y} が正しいことは明らかなので、従属のこのタイプは「自明」と呼ばれる。すべての他の従属は、より自明でなく、「非自明」と呼ばれる。